# Сен-Пьер-сюр-Ду
Сен-Пьер-сюр-Ду (фр. Saint-Pierre-sur-Doux, окс. Sant Pierre sur Doux) — коммуна во Франции, находится в регионе Рона — Альпы. Департамент коммуны — Ардеш. Входит в состав кантона Сатийё. Округ коммуны — Турнон-сюр-Рон.
Код INSEE коммуны — 07285.

## Население
Население коммуны на 2008 год составляло 101 человек.
| 1962 | 1968 | 1975 | 1982 | 1990 | 1999 | 2008 |
| ---- | ---- | ---- | ---- | ---- | ---- | ---- |
| 184  | 218  | 169  | 107  | 98   | 85   | 101  |

## Экономика

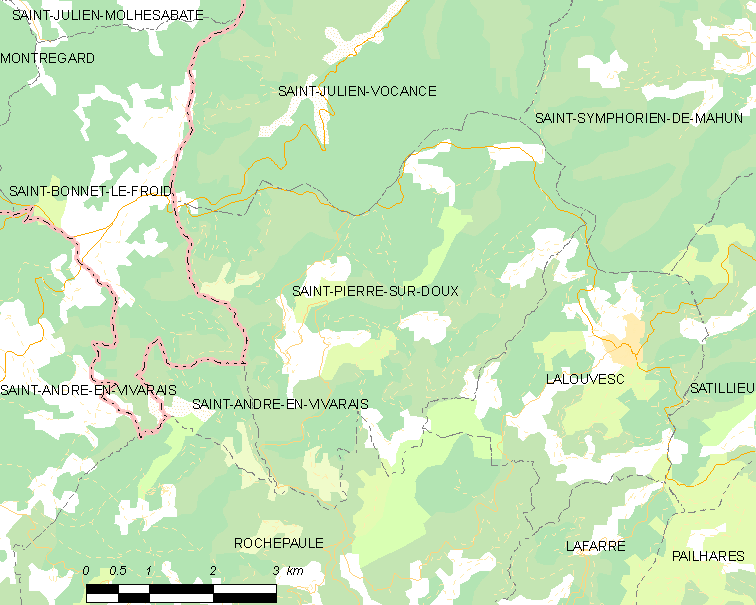
Карта коммуны

В 2007 году среди 69 человек в трудоспособном возрасте (15—64 лет) 38 были экономически активными, 31 — неактивными (показатель активности — 55,1 %, в 1999 году было 58,1 %). Из 38 активных работали 36 человек (23 мужчины и 13 женщин), безработными были 2 мужчин. Среди 31 неактивных 5 человек были учениками или студентами, 16 — пенсионерами, 10 были неактивными по другим причинам.